# فيتينيو (لاعب كرة قدم مواليد 1999)
فيتينيو (مواليد 23 يوليو 1999) هو لاعب كرة قدم برازيلي يلعب في مركز الظهير الأيمن أو الجناح في نادي بيرنلي.

## روابط خارجية
- فيتينيو (لاعب كرة قدم مواليد 1999) على موقع قاعدة بيانات كرة القدم.إي يو (الإنجليزية)
- فيتينيو (لاعب كرة قدم مواليد 1999) على موقع Soccerbase.com (لاعب) (الإنجليزية)
- فيتينيو (لاعب كرة قدم مواليد 1999) على موقع Soccerway.com (الإنجليزية)
- فيتينيو (لاعب كرة قدم مواليد 1999) على موقع عالم كرة القدم.نت (الإنجليزية)